# Regimentul 43/59 Infanterie (1916-1918)
Regimentul 43/59 Infanterie  a fost o unitate de nivel tactic de rezervă constituită la începutul anului 1917, prin contopirea Regimentului 43 Infanterie și Regimentului 59 Infanterie. 
În timpul campaniei din anul 1916 cele două regimente au făcut parte din Brigada 31 Infanterie. Ca urmare a pierderilor suferite, în cadrul procesului de reorganizare a armatei de la începutul anului 1917, s-a decis contopirea celor două unități într-un singur regiment și resubordonarea acestuia Brigăzii 21 Infanterie, alături de Regimentul 42/66 Infanterie.

## Campania anului 1917
În campania din anul 1917, Regimentul 43/59 Infanterie  a participat la acțiunile militare în dispozitivul de luptă al Diviziei 11 Infanterie, luând parte la Bătălia de la Mărășești. În această campanie, regimentul a fost comandat de colonelul Constantin Pomponiu.:p. 49